# Typ EGF-321
Der Typ EGF-321 ist eine Klasse von Eisenbahngüterfährschiffen der Mathias-Thesen-Werft in Wismar. Davon wurden zwischen 1984 und 1989 fünf Schiffe für die Fährverbindung Mukran–Klaipėda gebaut. Sie waren bei der Ablieferung die größten Eisenbahnfährschiffe der Welt und sind die größten in der DDR gebauten Schiffe.

## Geschichte

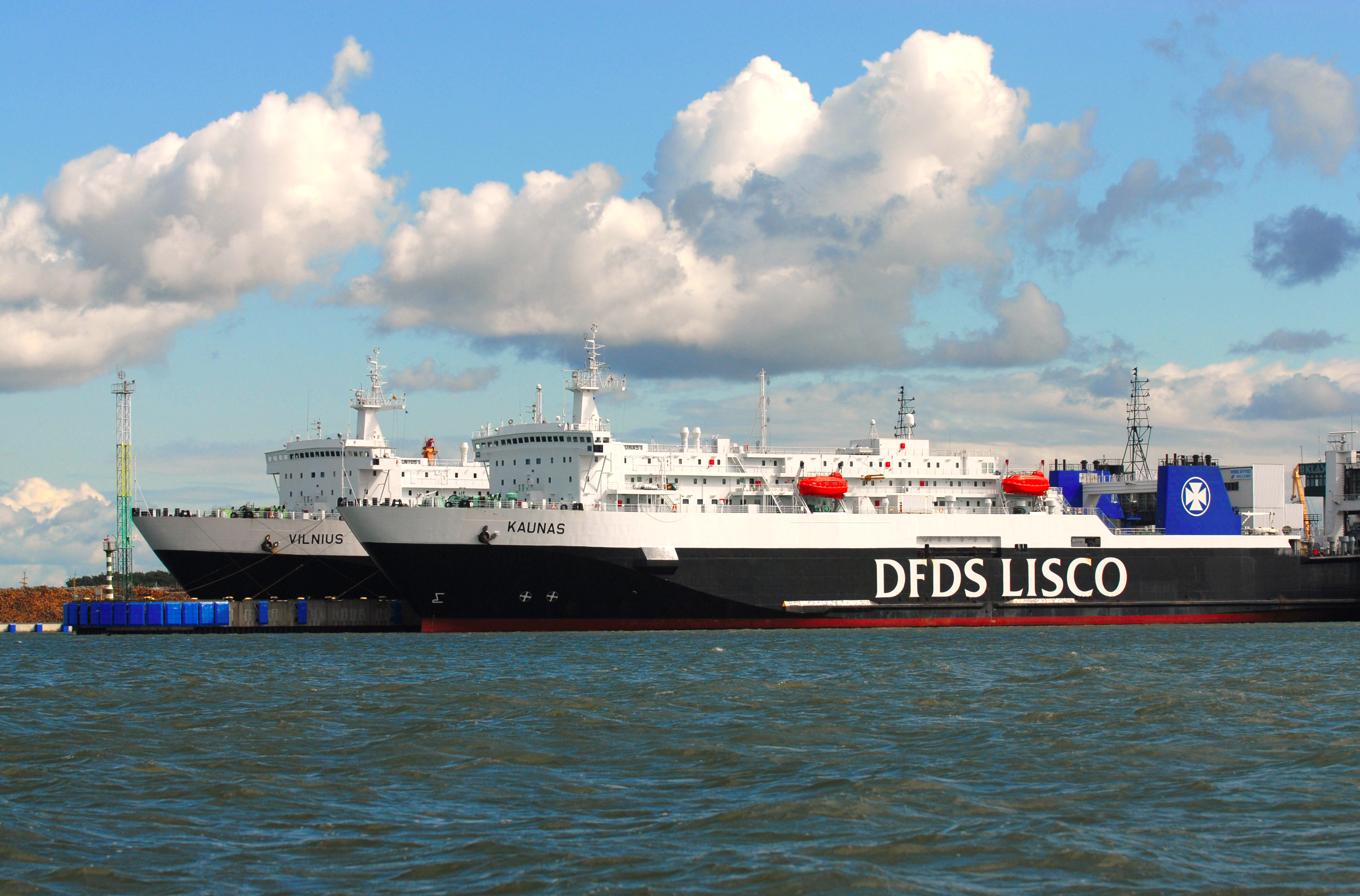
Vilnius und Kaunas (2008)

Ein Teil der Einrichtung der Fährverbindung zwischen der DDR und der UdSSR in den 1980er Jahren war der Neubau von sechs Eisenbahnfährschiffen, davon je drei für beide Länder. Diese waren als reine Eisenbahngüterfähren konzipiert, der Transport von Straßenfahrzeugen und Passagieren war nicht vorgesehen. Die Konstruktion mit zwei durchgehenden Eisenbahndecks orientierte sich an den Schiffen, die auf der Fährlinie zwischen Illitschiwsk und Varna im Schwarzen Meer im Einsatz waren. Jedoch wurde auf den Einbau eines Fahrstuhls für Eisenbahnwagen verzichtet, sondern die Be- und Entladung der beiden Decks erfolgt über eine landseitige Doppelstockrampe, was den Zeitaufwand deutlich reduziert. Die Fahrzeit war mit 18 bis 20 Stunden pro Richtung geplant, die Hafenliegezeit mit nur vier Stunden. Wegen der höheren Transportkapazität wurden die Eisenbahndecks mit Gleisen in russischer Breitspur ausgestattet. Die Fähren sollten zudem auf den Strecken im Schwarzen Meer einsetzbar sein. Der Transport von Militärtechnik und Soldaten war eingeplant, zur Unterbringung derer war jedoch nur ein belüfteter Laderaum mit sehr einfachen sanitären Anlagen vorgesehen. Für den Bau der Schiffe musste die Helling der Werft in Wismar vergrößert werden.
Der Bau der Fähren begann am 2. Oktober 1984 und endete mit der Übergabe des fünften Schiffs im Oktober 1989. Nachdem während der Bauzeit sogar über den Bau einer siebten Fähre (Deutsch-Sowjetische Freundschaft) nachgedacht wurde, entschied man sich bereits im Juni 1988, den Bau der sechsten Fähre (Wismar) auszusetzen, da die geplanten Transportvolumina nicht erreicht wurden. Betrieben wurden die Fähren durch den VEB Deutfracht/Seereederei Rostock und die Litovskoye Morskoye Parochodstvo (Litauische Seeschifffahrtsgesellschaft) Klaipėda. Sie waren damals die größten Eisenbahnfährschiffe der Welt, was zu einem Eintrag im Guinness-Buch der Rekorde führte.
Mit dem Zerfall der Sowjetunion und der politischen Veränderungen in Europa ab 1989 ging der Fährverkehr auf der Strecke deutlich zurück. Lediglich der Abzug der sowjetischen bzw. russischen Streitkräfte von 1990 bis 1994 steigerte die Auslastung der Linie noch einmal.
Die Schiffe wurden daher auf anderen Linien eingesetzt. Für den Transport von Straßenfahrzeugen und Passagieren wurden sie entsprechend umgebaut. Alle Schiffe bekamen Ro-Ro-Rampen und eine Rampe im Schiff, um Straßenfahrzeuge in allen Häfen be- und entladen zu können, außerdem wurden die Deckshäuser vergrößert. Vier Fähren sind heute noch im Einsatz. Zwei Schiffe fahren heute (Stand September 2024) in der Straße von Gibraltar und je ein Schiff in der Ostsee und im Roten Meer. Die frühere Mukran wurde im Oktober 2021 in Indien verschrottet. 

## Ausstattung
Die Länge über Alles beträgt 190,5 Meter, die Länge zwischen den Loten 173 Meter, die Breite 28 Meter und der Tiefgang maximal 7,20 Meter. Die Seitenhöhe beträgt 15,2 Meter. Die Vermessung der Schiffe betrug zunächst circa 22.000 BRT. Durch elf vom Schiffsboden zum Hauptdeck reichende Querschotten sind die Schiffe in zwölf wasserdichte Abteilungen unterteilt.
Vier Dieselmotoren mit je 3.660 PS Leistung treiben über Getriebe zwei Verstellpropeller an. Die Schiffe erreichen eine Reisegeschwindigkeit von 16,6 kn. Zwei Querstrahlsteueranlagen im Bug mit je 740 kW und eine im Heck mit 370 kW Leistung gewährleisten gute Manövriereigenschaften.
Auf beiden Fahrzeugdecks befinden sich jeweils fünf Gleise in russischer Breitspur, wodurch eine gegenüber Normalspurwagen um 35 Prozent höhere Güterkapazität möglich ist. Die insgesamt nutzbare Gleislänge betrug 1.539 Meter. Bei der Länge eines russischen Standardwagens von 14,73 Metern können 103 Güterwagen mitgeführt werden. Auf das Hauptdeck entfallen 49 und auf das teilweise offene Oberdeck 54 Wagen.
Die Be- und Entladung beider Decks erfolgt über landseitige Doppelstockbrücken, da auf den Schiffen keine Bord-Hebebühnen vorhanden sind. Eine mittschiffs liegende, automatische Krängungsausgleichsanlage sichert beim Ladevorgang eine relativ stabile Lage der Schiffe und dient auf See zur Dämpfung der Rollbewegungen. Die Heckklappe ist 18,4 m breit sowie 5,9 m hoch und wird zum Be- und Entladen bis 6 m über Oberdeck gehievt. Die Fähren müssen zum Anlegen im Hafengebiet wenden und mit dem Heck die Fährbrücke anfahren. Die Entladung erfolgt zuerst auf dem Oberdeck, dabei wurden zuerst die äußeren Gleise zeitgleich entladen. Die Beladung erfolgt in umgekehrter Reihenfolge.
Die Schiffe wurden von VEB Deutfracht/Seereederei Rostock und Litovskoye Morskoye Parochodstvo mit 42 Mann Besatzung betrieben, die in Einzelkabinen untergebracht wurden. In sechs Zwei-Mann-Kabinen konnten zwölf Gäste befördert werden.

## Die Fähren
| Baunummer | bisherige Namen                                                                        | bisherige Flaggen                                                                             | IMO-Nummer | Kiellegung      | Stapellauf        | Übergabe          | aktuelles Einsatzgebiet / Verbleib           |
| --------- | -------------------------------------------------------------------------------------- | --------------------------------------------------------------------------------------------- | ---------- | --------------- | ----------------- | ----------------- | -------------------------------------------- |
| 321       | Mukran Petersburg/Петербург Odeep One Deep One Lotus                                   | Deutsche Demokratische Republik Deutschland Liberia Russland Panama St. Kitts und Nevis Gabun | 8311883    | 1. März 1985    | 27. August 1985   | 27. August 1986   | im Oktober 2021 verschrottet (Alang, Indien) |
| 322       | Клайпеда/Klaypeda/Klaipėda/Klaipeda Celtic Mist Saronic Star Tulip Ruzgar Aziz Express | Sowjetunion Litauen Zypern Malta Komoren Saudi-Arabien                                        | 8311895    | 15. Juli 1986   | 26. November 1986 | 27. Juni 1987     | Rotes Meer                                   |
| 323       | Вильнюс/Vilnyus/Vilnius Vilnius Seaways Vilnius                                        | Sowjetunion Litauen Panama                                                                    | 8311900    |                 | 16. April 1987    | 30. Oktober 1987  | Straße von Gibraltar                         |
| 324       | Greifswald Antey                                                                       | Deutsche Demokratische Republik Deutschland Liberia Georgien Panama Russland                  | 8311912    |                 | 31. Mai 1988      | 25. November 1988 | Ostsee                                       |
| 325       | Каунас/Kaunas Kaunas Seaways Kaunas                                                    | Sowjetunion Litauen Panama                                                                    | 8311924    | 30. Januar 1989 | 13. Mai 1989      | 20. Oktober 1989  | Straße von Gibraltar                         |

### Mukran

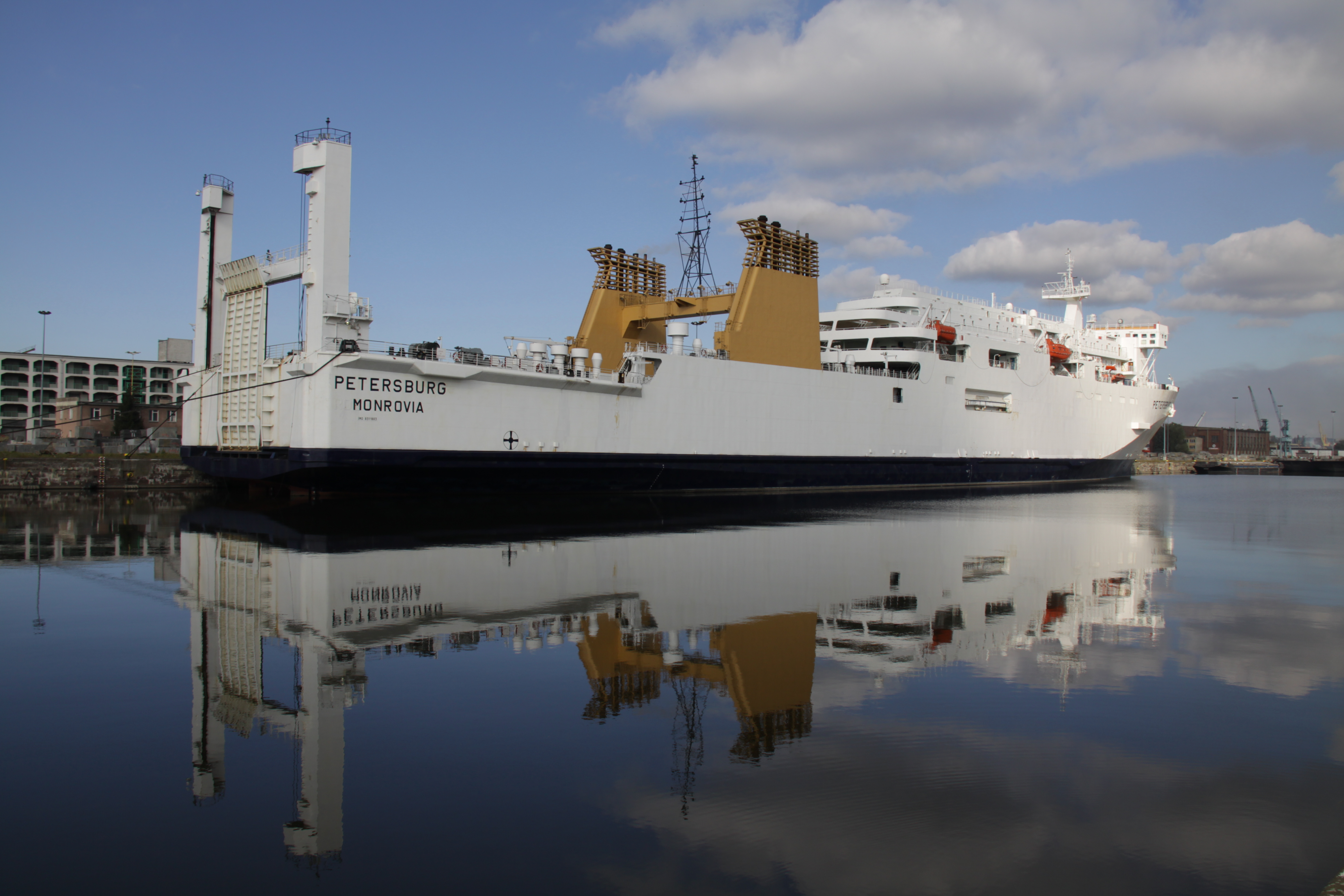
Mukran als Petersburg (2010)

Die erste Fähre der Serie wurde am 1. März 1985 mit der Baunummer 321 auf Kiel gelegt. Stapellauf war am 27. August 1985. Getauft wurde sie auf den Namen des neuen Fährhafens Mukran bei Saßnitz. Die ersten Fahrten erfolgten im April 1986, die Übergabe an die Deutfracht/Seereederei Rostock war am 27. August 1986. 1995 wurde sie umgebaut, verkauft und kam unter dem neuen Namen Petersburg auf der ersten deutschen Fährverbindung zwischen Travemünde und Sankt Petersburg zum Einsatz. Zwischenzeitlich verchartert, um Militärausrüstung in der Adria zu transportieren, fuhr das Schiff auf verschiedenen Linien in der Ostsee, ehe es 2009 bis 2010 zwischenzeitlich aufgelegt wurde. Abgesehen von Einsätzen im Schwarzen Meer im Jahre 2014 war die Petersburg danach wieder als Fähre in der Ostsee in Fahrt, bis sie 2019 nach erneutem Verkauf in Panama registriert, umgebaut und im Mittelmeer als Odeep One von der Firma OFW Ships zur Gewinnung und Abfüllung von Trinkwasser aus größeren Tiefen in Fahrt gebracht werden sollte. Im Oktober 2020 wurde bekannt, dass OFW Ships liquidiert wird und das Schiff zum Verkauf steht. Am 13. Oktober 2021 wurde sie bei den Abwrackwerften bei Alang (Indien) auf den Strand gefahren und anschließend abgebrochen.

### Klaypeda
Die zweite Fähre (Baunummer 322) wurde am 15. Juli 1986 auf Kiel gelegt. Stapellauf war am 26. November 1986, dabei wurde sie auf den Namen der litauischen Hafenstadt Klaipėda (kyrillisch Клайпеда) getauft, die ihr Heimathafen wurde. Erste Fahrten fanden im Mai 1987 statt, bevor sie am 27. Juni 1987 an die Litovskoye Morskoye Parochodstvo übergeben wurde. Ab 2001 hieß die Reederei LISCO Baltic Service, ab 2006 DFDS LISCO. Der letzte Einsatz auf der Strecke Mukran–Klaipėda war am 30. Juni 2006.
Im Juni 2006 wurde sie in Celtic Mist umbenannt und verkauft. Ab März 2007 kam sie auf der Strecke Portsmouth–Cherbourg sowie im gleichen Jahr zwischen Barcelona, Valencia und Palma de Mallorca zum Einsatz. Im November 2007 wurde sie in Saronic Star und im Oktober 2010 in Tulip umbenannt. Einsatzgebiet war weiterhin das Mittelmeer. Im Januar 2011 wurde der Name in Ruzgar geändert und sie kam zwischen Brindisi und Igoumenitsa zum Einsatz. Weitere Stationen waren das Rote Meer und der Persische Golf. Seit Anfang 2019 fährt sie unter dem Namen Aziz Express im Roten Meer.

### Vilnyus

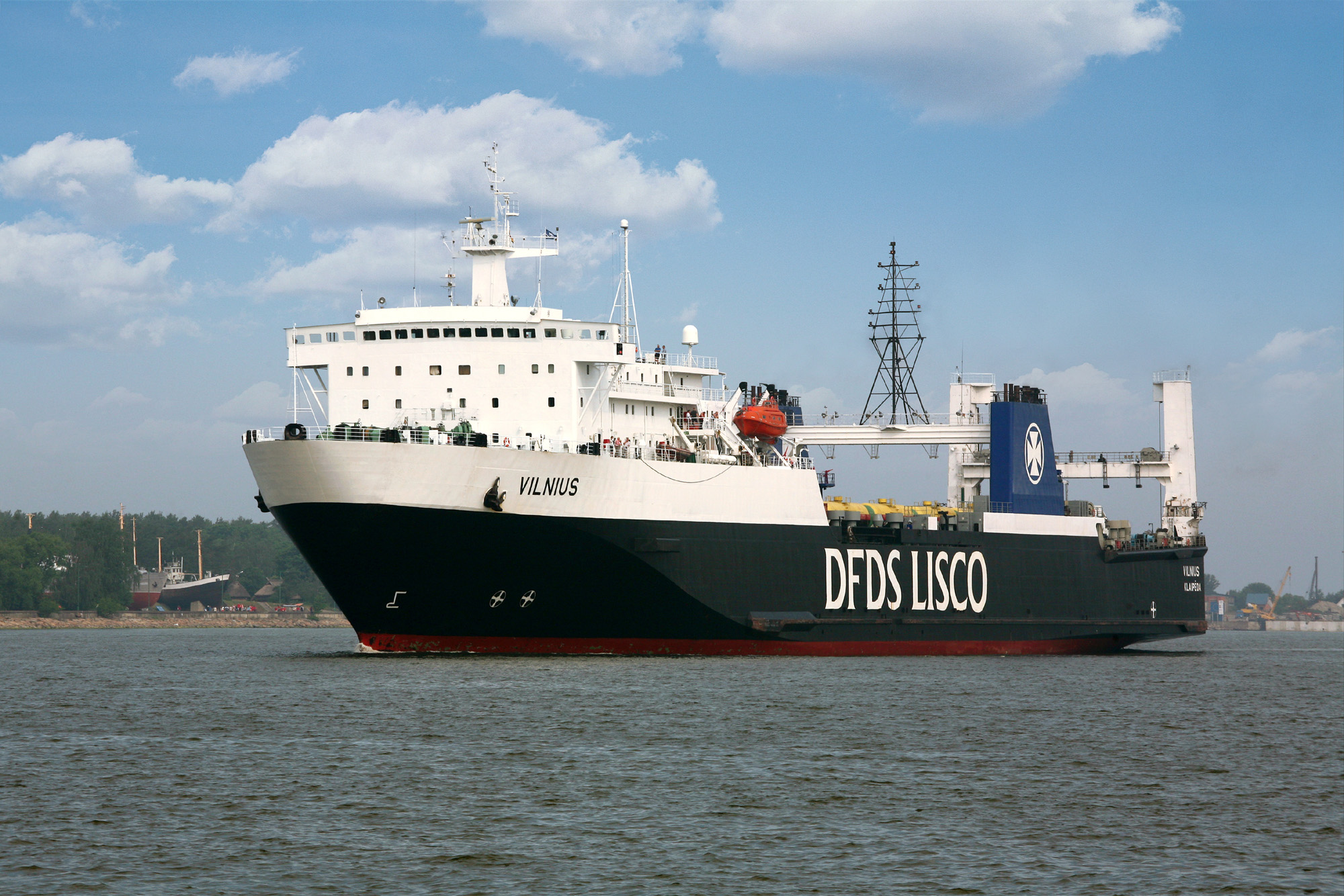
Vilnius (2007)

Das dritte Schiff (Baunummer 323), das am 16. April 1987 vom Stapel lief, wurde auf den Namen der litauischen Hauptstadt Vilnius getauft (kyrillisch Вильнюс). Ab November 1987 kam es auf der Linie Mukran-Klaipėda zum Einsatz. 1993 wurde die Fähre umgebaut und fuhr danach auf den Strecken Klaipėda–Kiel, Riga–Travemünde und Mukran–Baltijsk.
Im Januar 2011 wurde das Schiff in Vilnius Seaways umbenannt und zwischen Kiel und Ust-Luga eingesetzt. Seit Juli 2013 fährt sie für Ukrferry im Schwarzen Meer. Im Sommer 2018 folgte der Verkauf von DFDS an Ukferry. Seitdem trägt sie wieder den Namen Vilnius.
Von August 2022 bis September 2024 hatte die marokkanische Reederei Intershipping die Fähre für den Einsatz auf der Linie Algeciras–Tanger Med gechartert.

### Greifswald

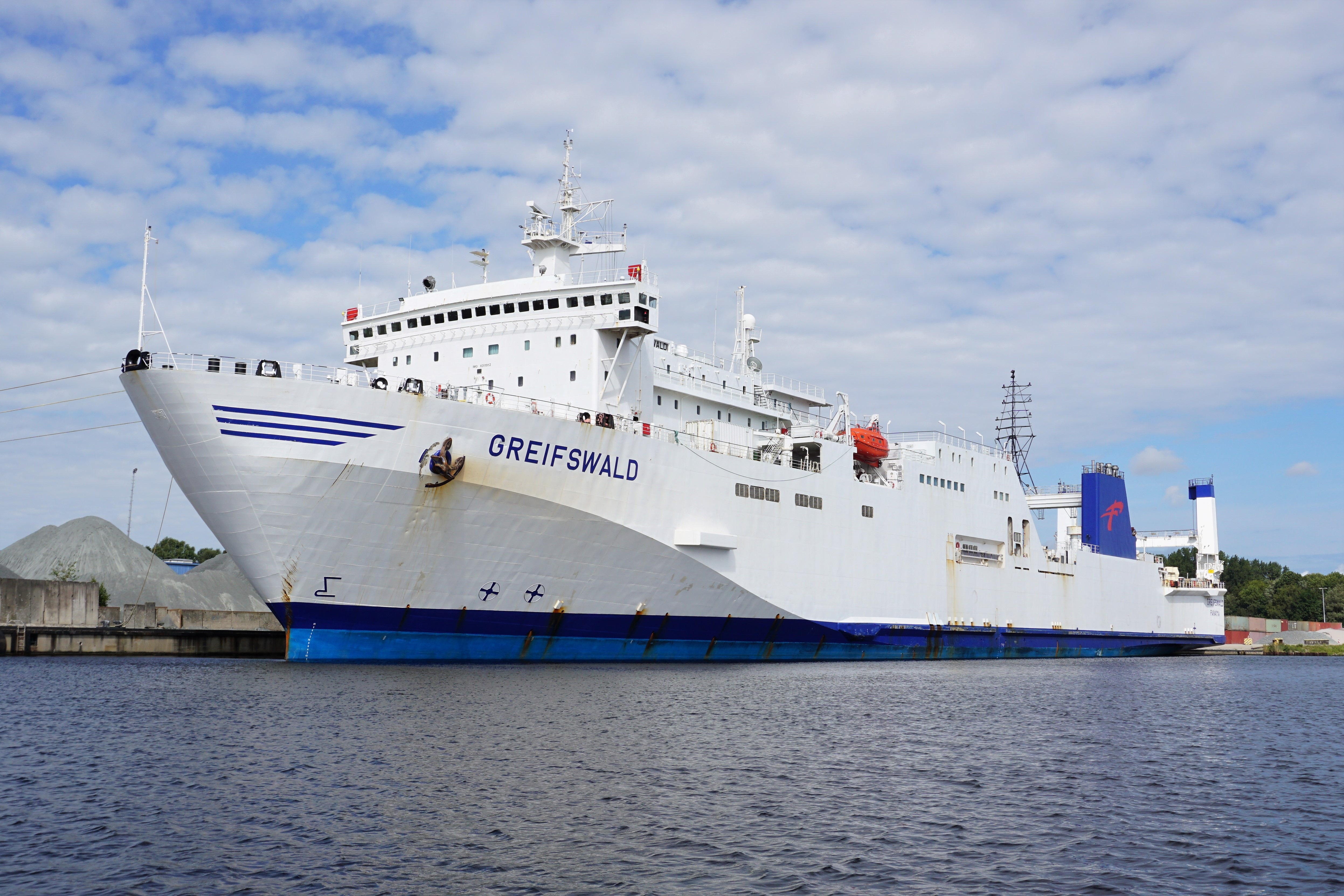
Greifswald (2023)

Am 31. Mai 1988 lief die vierte Fähre (Baunummer 324) vom Stapel und wurde auf den Namen der Stadt Greifswald getauft. Am 25. November 1988 war die Übergabe an die DSR, dann war sie auf der Strecke Mukran–Klaipėda im Einsatz. Abweichend von den anderen Fähren wurden die Brückennocken geschlossen gebaut. 1994 wurde sie umgebaut, ab Januar 1997 kam sie zusätzlich auf der Strecke Travemünde-Klaipėda zum Einsatz. Weitere Einsatzstrecken waren Kiel–Klaipėda, Aarhus–Halmstad, Kiel–St. Petersburg und für Ukrferry im Schwarzen Meer. 
Im Januar 2024 wurde das Schiff in Antey umbenannt und fährt seit Mai 2024 nach einem Werftaufenthalt in Griechenland nunmehr in ihrem ursprünglichen Einsatzgebiet, der Ostsee. Der Einsatz erfolgt für einen russischen Eigner zwischen den Häfen Ust-Luga und Baltijsk.

### Kaunas

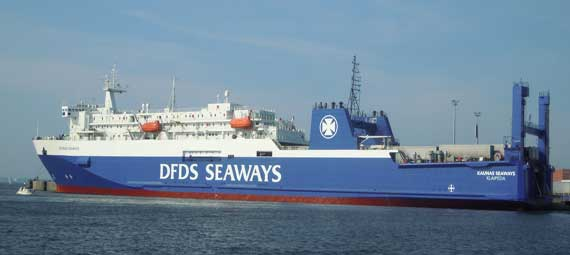
Kaunas als Kaunas Seaways (2012)

Die fünfte Fähre (Baunummer 325) wurde am 30. Januar 1989 auf Kiel gelegt. Stapellauf war am 13. Mai 1989, dabei wurde sie auf den Namen der litauischen Stadt Kaunas (kyrillisch Каунас) getauft. Übergabe an die LISCO war am 20. Oktober 1989, danach wurde sie zwischen Mukran und Klaipėda eingesetzt. 1993 wurde sie umgebaut, weitere Einsatzlinien waren Klaipėda–Kiel, Karlshamn–Klaipėda–Gdańsk, Travemünde–Riga, Liepāja–Travemünde, Paldiski–Kapellskär und Kiel–Ust-Luga.
Ab Mai 2012 hieß das Schiff Kaunas Seaways. Sie war weiterhin auf den genannten Strecken im Einsatz, bis 2014 kam sie regelmäßig von Ust-Luga und Baltijsk nach Sassnitz/Mukran. Für den Bau der Kopenhagener Metro transportierte sie Tübbinge von Mukran nach Kopenhagen. Ab Juli 2015 war sie für Ukrferry im Schwarzen Meer zum Einsatz. Im Sommer 2018 folgte der Verkauf von DFDS an Ukferry. Sie trägt seitdem wieder ihren ursprünglichen Namen. Im Sommer 2019 pendelte sie kurzzeitig für Aegean Seaways zwischen dem griechischen Lavrion und dem türkischen Çeşme. Seit September 2024 ist sie zwischen Algeciras und Tanger Med für die Reederei Africa Morocco Link im Einsatz.